# Vale do Kadisha
O Vale de Kadisha (ou Ouadi Qadisha), localizado em Becharre, no Líbano Setentrional, é um dos mais importantes estabelecimentos monásticos cristãos primitivos do mundo, e os seus mosteiros, alguns muito antigos, são posicionados dramaticamente numa paisagem áspera. Entre os muitos mosteiros e estruturas religiosas que lá se encontram destacam-se o Mosteiro de Qannubin, o Mosteiro de Santo António de Qozhaya, o Mosteiro de Nossa Senhora de Hawqa, o Mosteiro de Mar Lishaa e o Mosteiro de Mar Sarkis. 
O vale foi escavado pelo rio Kadisha, que também é conhecido pelo nome de Nahr Abu Ali  quando chega a Tripoli.
O Vale foi declarado Património Mundial da Humanidade pela Unesco juntamente com a Floresta de Cedros de Deus em 1998.